# 에이스프로젝트
에이스프로젝트는 2010년 설립된 대한민국의 모바일 게임 개발사로 스포츠, 특히 야구 게임을 전문으로 한다. 2014년 초 컴투스로부터 8억원, 같은 해 12월에 KB인베스트먼트로부터 18억 원을 투자받았다.
2013년 10월 컴투스에서 퍼블리싱한 <컴투스프로야구 for 매니저>를 출시, 현재까지 서비스를 이어오고 있다. 2015년에는 첫 번째 글로벌 타이틀인 <MLB 9이닝스 매니저>를 4개 언어(영어,중국어,대만어, 한국어)로 정식 출시 했으며 퍼블리셔는 컴투스로 동일하다. 두 게임 모두 야구 매니지먼트 장르이며 각각 KBO와 MLB를 무대로 했다는 것이 특징이다.
2017년 3월, 대만에 야구 매니지먼트 게임인 직봉총교두(職棒總教頭)를 출시, 자체 서비스를 시작했다.